# Shazam (DC Comics)
Captain Marvel (traduït al català com a Capità Marvel), i des de 2011 anomenat Shazam, és un superheroi creat en 1939 pel guionista Bill Parker i el dibuixant Clarence Charles Beck, originalment publicat per Fawcett Comics en Whizz Comics 2 (febrer de 1940) i posteriorment, després de la compra dels drets del personatge en 1972 i fins a l'actualitat, per DC Comics. És l'alter ego de Billy Batson, un nen que, en pronunciar la paraula màgica "SHAZAM" (Acrònim de sis "ancians immortals": Salomón, Hèrcules, Atles, Zeus, Aquil·les i Mercuri), pot transformar-se en un adult disfressat amb els poders de força sobrehumana, velocitat, vol i altres habilitats. El personatge lluita contra una extensa galeria de malvats, principalment els arxienemics Doctor Sivana, Black Adam i Mister Mind.
Als Estats Units, basat en les vendes de llibres, el personatge va ser el superheroi més popular de la dècada de 1940, superant fins i tot a Superman. Fawcett va expandir la franquícia per incloure altres capçaleres "Marvels", principalment les associades Família Marvel, Mary Marvel i Capità Marvel Jr., els qui també poden aprofitar els poders de Billy. Capità Marvel va ser també el primer còmic de superherois a ser adaptat al cinema, el 1941 un serial d'episodis de República titulada Les aventures del Capità Marvel.

### Introducció del personatge
Després de l'impediment per registrar el títol inicial, la sèrie va haver de prendre la decisió de canviar-li el títol a la sèrie, prenent el nom de Whiz Comics a partir del número 2 de la sèrie mensual, publicandose a finals al febrer de 1940. La característica principal per a aquest còmic, va ser la presentació oficial al públic del personatge de Billy Batson, un nen orfe de 12 anys que, en pronunciar el nom de l'antic mag conegut com a Shazam, aquest quedaria sota un raig màgic que el transformaria en el superheroi adult conegut com el Capità Marvel. El nom de Shazam! seria la insígnia del personatge, a l'ésser un acrònim derivat de sis ancians immortals que atorguen al Capità Marvel els seus superpoderes: la "S"' de Salomón, la "H" d'Hèrcules, la "A" d'Atles, "Z" de Zeus, l'altra "A" d'Aquil·les i finalment, la "M" Mercuri.

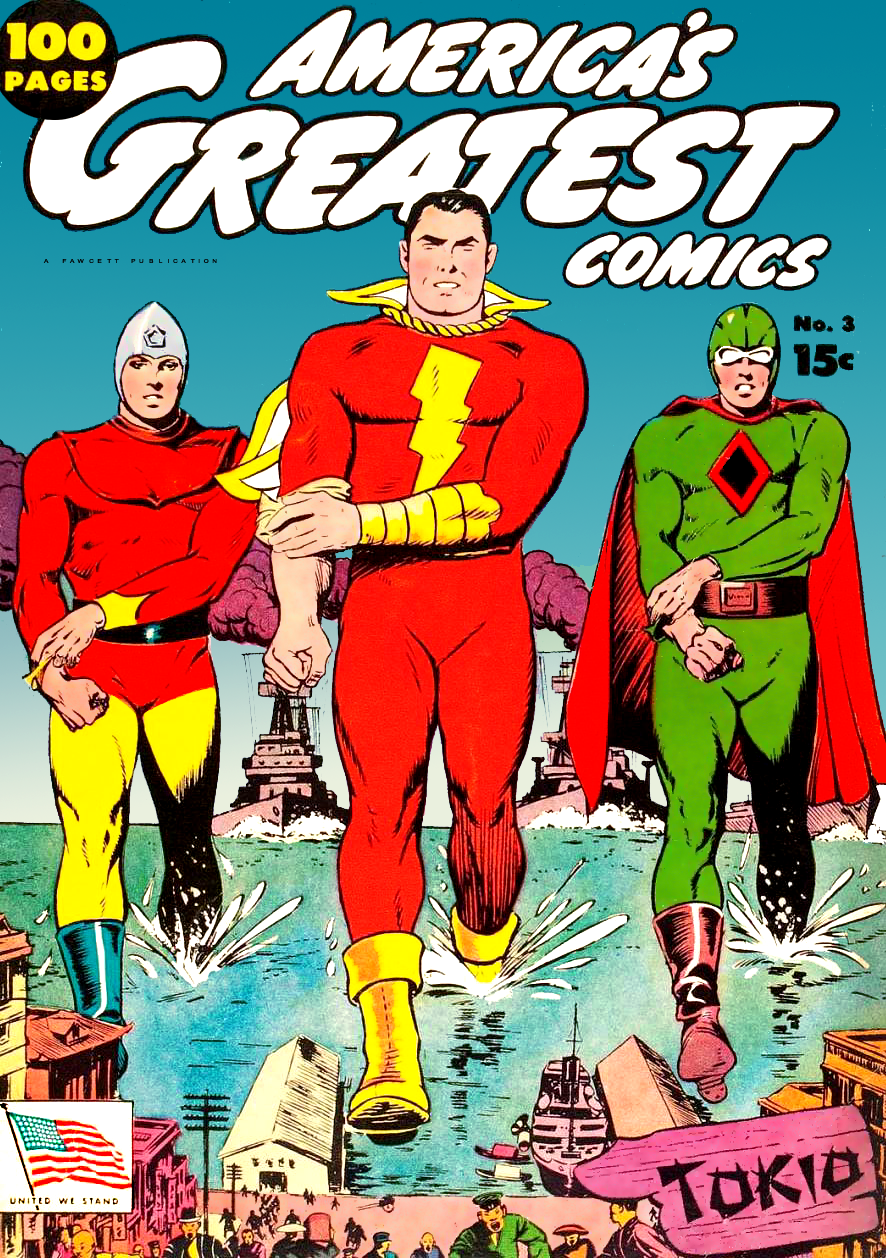
Portada de la revista America's Greatest Comics de l'editorial Fawcett Comics, en la qual Shazam! (Capità Marvel com era originalment nomenat per Fawcett), posa amb altres herois com Spy Smasher o Bullet-Man, personatges amb els quals solia pertànyer a un equip de superherois conegut com L'esquadró de la Justícia, un anàleg molt primerenc per a l'equip de DC Comics coneguts com La Societat de la Justícia d'Amèrica.

## Poders i habilitats
El personatge obté poders a través d'una transformació d'una persona humana en una entitat superpotència. Quan la persona humana, Billy Batson, diu la paraula màgica " Shazam! ", Es converteix en el superpoderos Capità Marvel / Shazam.
Aquests poders són:
- S: Saviesa de Salomó; Com a Capità Marvel / Shazam, Billy té accés instantani a una gran quantitat de coneixements i objectius acadèmics. Posseeix una excel·lent agudesa mental i una saviesa gairebé infal·lible, inclosa una comprensió innata de la majoria dels llenguatges i ciències coneguts. També té una gran comprensió dels fenòmens divins al món mortal. La saviesa de Salomón li proporciona consell i consell en moments de necessitat. En les primeres històries del Capità Marvel, el poder de Salomó també li va donar a Marvel la capacitat d'hipnotitzar a les persones.
- H: Força d'Hèrcules; El poder d'Hèrcules li atorga al Capità Marvel / Shazam una força sobrehumana comparable a la del llegendari semidiós, convertint-ho en un dels personatges més forts de DC Comics. Pot doblegar fàcilment l'acer amb les seves pròpies mans, fer el treball de diversos obrers en la meitat del temps, llançar camions semi en l'aire, perforar parets i aixecar objectes massius. En els còmics, aquesta força s'ha comparat amb la de Superman i altres superherois. La força del Capità Marvel de l'Edat d'Or era il·limitada, i el personatge era prou fort com per moure estels i planetes.
- A: Resistència d'Atles; Usant la resistència d'Atles, el Capità Marvel / Shazam pot resistir i sobreviure a la majoria dels tipus d'agressions físiques extremes, i guarir-se d'ells en qüestió de segons sense cap molèstia aparent. L'aguant d'Atles també evita que es cansi i li proporciona un metabolisme dotat sobrenaturalment que prevé la fatiga, la set i el gana.
- Z: Poder de Zeus, a més d'alimentar el raig màgic que transforma al Capità Marvel / Shazam, també millora les altres capacitats físiques i mentals de Marvel i li atorga resistència contra tots els atacs i encanteris màgics. L'heroi pot usar el raig com a arma esquivant i permetent colpejar a un oponent o un altre objectiu. El raig màgic té diversos usos, com crear aparells, restaurar el danys causats a l'heroi i proporcionar combustible per als encanteris màgics. La versió de continuïtat actual de Shazam és capaç de generar i controlar personalment els rajos per a diversos usos. També pot usar-ho fàcilment des de la punta dels seus dits.
- A: Valentia d'Aquil·les; Aquest aspecte és principalment de naturalesa psicològica i espiritual. El coratge d'Aquil·les li dona al Capità Marvel / Shazam el coratge i la valentia del llegendari heroi grec. En una història s'afirma que també li dona habilitats de lluita. També ajuda a la fortalesa mental de l'heroi contra la majoria dels atacs mentals. En les proves de la miniserie Shazam!, això es va canviar temporalment a la gairebé invulnerabilitat d'Aquil·les.
- M: Velocitat de Mercuri; En canalitzar la velocitat de Mercuri, el Capità Marvel / Shazam pot moure's a velocitats sobrehumanes i volar, encara que en els còmics més antics només podia saltar grans distàncies. El Capità Marvel de les històries anteriors a 1985 també va poder viatjar a la Roca de l'Eternitat volant més ràpid que la velocitat de la llum.

## Aparicions en altres mitjans

### Cinema

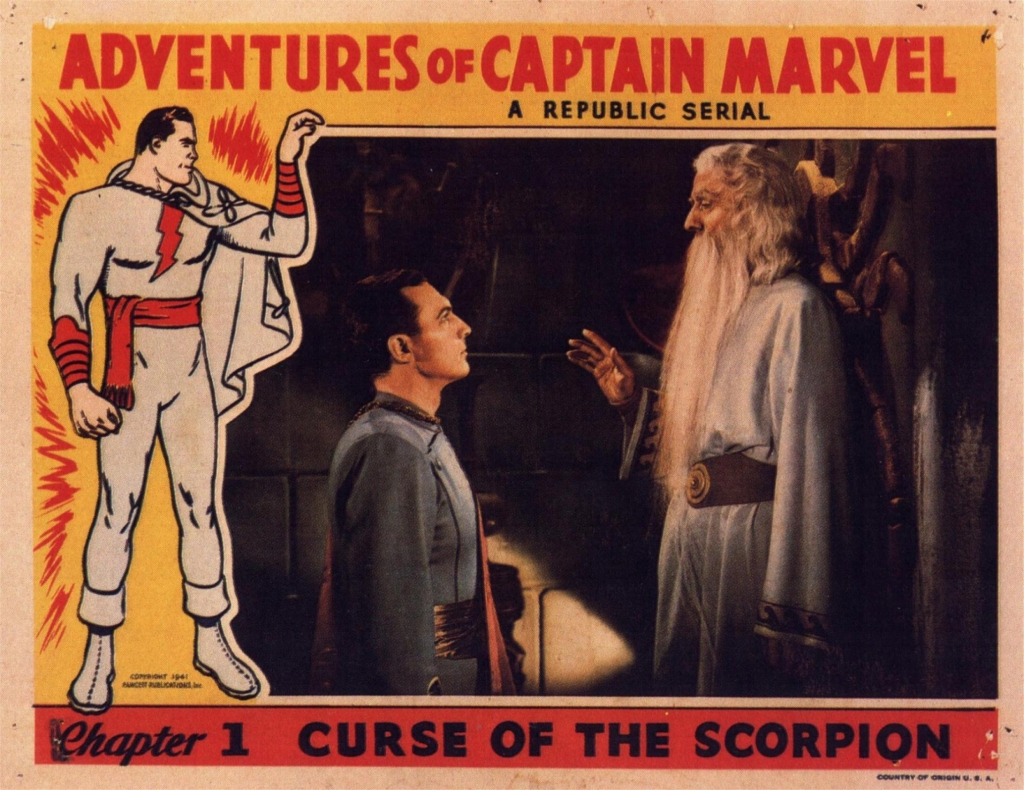
Cartell publicitari de Cursi of the Scorpion (La maledicció de l'Escorpí), primer episodi de la sèrie de cinema.

#### Serial de cinema
La primera adaptació filmada del Capità Marvel es va produir el 1941. Les Aventures del Capità Marvel, protagonitzada per Tom Tyler, va ser una sèrie de 12 pel·lícules produïdes per Republic Pictures. Aquesta producció va convertir al Capità Marvel en el primer superheroi representat en una pel·lícula. Les aventures del Capità Marvel (per les quals les tècniques d'efectes d'home en vol es van desenvolupar originalment per a una sèrie de pel·lícules de Superman que Republic mai va produir)
En 1950, Columbia Pictures va llançar la comèdia / misteri The Good Humor Man amb Jack Carson, Lola Albright i George Reeves. La història té a Carson com un venedor de gelats que també pertany a un Club Capità Marvel de collita pròpia amb alguns dels nens del veïnat. Fawcett va llançar un tie-in one-shot el mateix any en què va aparèixer la pel·lícula, Captain Marvel and the Good Humor Man.

#### Animació
- En la pel·lícula d'animació Superman/Batman: Enemics Públics fa una petita aparició aquesta vegada del costat de l'enemic, una vegada més demostrant el seu increïble poder al gairebé aconseguir detenir a les dues icones de D.C.
- De la mateixa forma té un curt animat anomenat Superman/Shazam! el retorn de Black Adam, on Superman ajuda a Captain Marvel a detenir al seu adversari, convertint a Superman en testimoni del sorgiment d'un nou defensor de la Terra; com a curiositat la cinta revela una vegada més que l'home d'acer és vulnerable a la màgia.
- Shazam fa la seva aparició de nou en la pel·lícula de dibuixos animats, llançada al juliol del 2013, "Justice League: The Flashpoint Paradox", en la qual forma part d'un grup de resistència per salvar el món d'una Guerra Mundial causada per la Dona Meravella i Aquaman.
- Shazam també apareix en la seqüela de War, Justice League: Throne of Atlantis (2015).

#### DC Esteneu Universe
Shazam apareix en la pel·lícula Shazam! (2019) amb Zachary Levi en el paper principal i Asher Angel interpretant a Billy Batson.

### Televisió
- Coincidint amb l'edició de noves històries del personatge després de l'adquisició dels drets per part de l'editorial DC Comics, i fresc encara el record de la seva enorme popularitat, la productora Filmation, va produir un programa de televisió emès per la cadena CBS durant tres temporades, conegut com a "Shazam!" en la temporada 1974-75 i com "The Shazam!/Isis Hour" en les temporades 1975-76 i 1976-77, on es programaven dos capítols, un per personatge, en un xou d'una hora, recaient la caracterització del Capità Marvel en Jackson Bostwick primer i John Davey després, i la de Billy Batson en Michael Gray.[11]
- En 1979, Hanna-Barbera, va produir un especial de televisió en dues parts, titulat "Legend of the Superheroes", on apareixia la plana major dels herois de DC Comics en forma d'una Lliga de la Justícia d'Amèrica en la qual s'incloïa al Capità Marvel, interpretat en aquest cas per Garret Craig
- Posteriorment, el 1981, la mateixa productora, Filmation, va produir un programa d'animació titulat "The Kid Super Power Hour with Shazam!", emès els dissabtes al matí per la cadena NBC.[12][13]

### Videojocs
- Capità Marvel va fer la seva primera aparició oficial de videojocs com un personatge jugable en Mortal Kombat vs. DC Universe, interpretat per Stephan Scalabrino, per a les consoles de jocs PlayStation 3 i Xbox 360. En la història, Capità Marvel es troba entre diversos superherois de DC teletransportados a l'univers de videojocs de Mortal Kombat quan els dos universos es fusionen, i els personatges de cada franquícia es veuen obligats a lluitar. També apareix com un personatge heroi "de salt" en les adaptacions de Wii / Nintendo DS de Batman: The Brave and the Bold, amb la veu de Jeff Bennett
- Shazam apareix com un personatge jugable en DC Unchained.